# Agatarco de Siracusa
Para el historiado antiguo ver Agatárquidas. Para el pintor Agatarco
Agatarco o Agatarco de Siracusa (griego: Ἀγάθαρχος) fue un siracusano que fue colocado por los siracusanos a cargo de una flota de doce barcos en el año 413 a. C., para visitar a sus aliados y acosar a los atenienses. Fue después, en el mismo año, uno de los comandantes de Siracusa en la decisiva batalla que lucharon en el puerto de la ciudad durante la batalla de Siracusa.